# Mimis Vitsoris

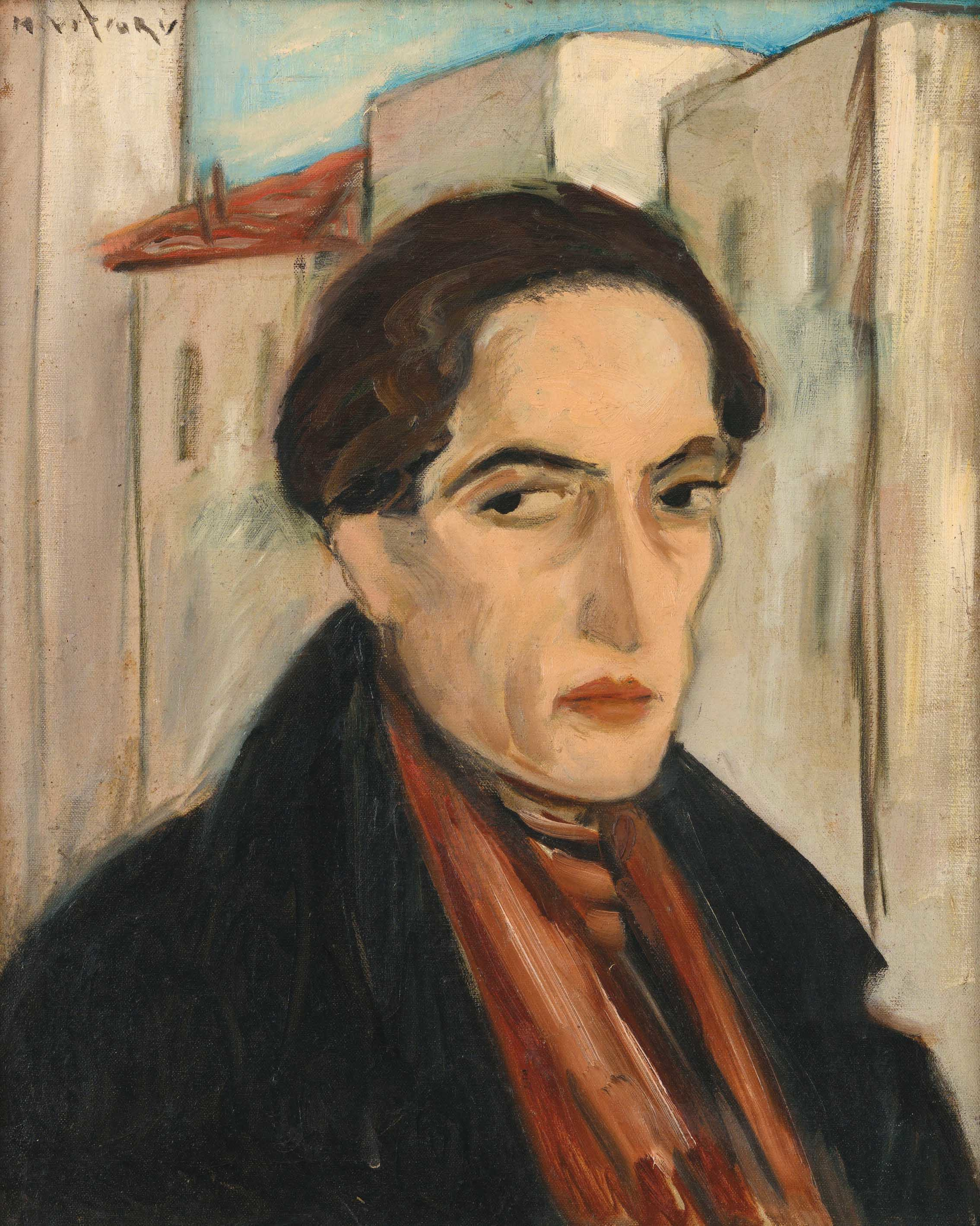
Selbstporträt

Dimitris „Mimis“ Vitsoris (griechisch Δημήτρης «Μίμης» Βιτσώρης, * 1902 in Thessaloniki; † 29. Januar 1945 in Athen) war ein griechischer Maler und Bildhauer. Er gehörte zu den Künstlern des Expressionismus.

## Lebenslauf
Vitsoris wurde 1902 in Thessaloniki geboren. Nach dem Tod seines Vaters zog die Familie 1911 nach Athen. Dort hat er sich an der Athener Schule der bildenden Künste eingeschult. Er beendete sein Studium jedoch nicht, da er mit der pädagogischen Philosophie der Schule nicht einverstanden war und mit den Professoren in Konflikt geriet. Mit 18 Jahren hatte er seine erste Einzelausstellung. Er verließ Athen und reiste nach Europa (Italien, Deutschland und Frankreich in dieser Reihenfolge), um die dortigen Tendenzen in der Malerei zu studieren. Er blieb in Paris und arbeitete mit der Zeitschrift Le Petit Parisien zusammen, wo er seine Skizzen veröffentlichte. Er erkrankte schwer und ging 1925 nach Malta, wo er einige Skizzen anfertigte.
1927 kehrte er nach Griechenland zurück und begann mit der Arbeit an Porträts und Landschaften, die zusammen mit seinen religiösen Bildern sein Hauptthema werden. Seine Skulpturen sind aus Ton und Gips. Er arbeitete für Zeitungen und Zeitschriften in Athen und illustrierte Bücher. Im Jahr 1930 war er zusammen mit anderen bedeutenden Künstlern seiner Zeit an der Gründung der Gruppe Kunst beteiligt. Seitdem hat er an zahlreichen Ausstellungen in Griechenland und anderen europäischen Ländern teilgenommen. Seine Werke befinden sich in der griechischen Nationalgalerie, in der Stadtgalerie Larissa/G.I Katsigra Museum und in der Telloglio-Stiftung. Neben der Malerei verfasste er zahlreiche Studien und Bücher über Kunst. Er starb am 29. Januar 1945 in Athen, erschüttert vom Tod seines Bruders und seiner Mutter.